# Tipula decolorata
Tipula decolorata är en tvåvingeart som först beskrevs av Alexander 1935.  Tipula decolorata ingår i släktet Tipula och familjen storharkrankar. Inga underarter finns listade i Catalogue of Life.